# جاناتان دینزی
جاناتان دینزی (انگلیسی: Jonathan Dinzeyi؛ زادهٔ ۱۳ اکتبر ۱۹۹۹) بازیکن فوتبال است.